# カレン・ダーク
カレン・エリザベス・ダーク MBE, FRSGS（英語: Karen Elizabeth Darke, 1971年6月25日-）はイギリスのヨークシャー州ハリファックス出身のパラリンピック自転車選手でパラトライアスロン選手、冒険家で作家、指導者でもある。2012年ロンドンパラリンピックの銀メダル選手、2016年リオデジャネイロ・パラリンピックでは金メダルを得ている。

## 概要
海岸の崖のぼりの事故で21歳のときに胸から下が麻痺した ダークは1996年、初めてハンドサイクルでヒマラヤ横断に挑戦するとカザフスタンからパキスタンまでこぎ、ヒマラヤのインド側は2005年（2度目は2018年）に、またチベット高原は2014年にそれぞれ横断した。
シーカヤックの冒険は2002年、カナダからアラスカを目指すチーム（バンクーバー発ジュノー着を10週間で到達）に参加している。2006年には北極圏遠征でグリーンランドの氷床を舞台に、チェアスキーを使ってポールを操り全長372マイル (599 km)を踏破している。
高山の登山では、モンブラン、マッターホルン、エルキャピタンに登頂し、日本縦断は腕でペダルを回しスキーとカヤックを操った。
パラサイクリング世界選手権は2009年に銅メダルを獲得して翌2010年にイギリス代表チームに選ばれると、世界選手権シドニー大会（2011年）に遠征してロードレースとタイムトライアルの女子H2クラスで銀メダルを合計2個、持ち帰った。

## 五輪選手として
ダークは2012年夏季パラリンピックに出場すると9月5日、ロード・タイムトライアル女子H1-2クラスH1–2クラスのマリアーナ・デイビスに次ぐ33分16秒09を記録して銀メダルを獲得した。9月7日のロードレース女子H1-3クラスのフィニッシュラインはチームメイトのレイチェル・モリスと手をつないで通過して両選手とも1時間43分08を記録し、モリスは銅メダルを授与されダークは4位だった。

### 世界選手権
ITUパラトライアスロン世界選手権（オークランド）に初出場したのは2012年10月で、TRI-1部門で金メダルを得ている。オーストラリアのゴールドコーストで開催された2018年コモンウェルス・スポーツ選手権 ではパラトライアスロン女子のスコットランド代表（en）として1時間16分37秒で完走し4位に入賞した。
サウスカロライナ州で開催された2014年UCIパラサイクリングロード世界選手権のタイムトライアル種目、ロードレース種目同クラスの銅メダル選手である。
2016年リオパラリンピックにも出場、9月14日、33分44秒93で自転車ロードタイムトライアル女子H3クラスの金メダルを獲得した。

## 私生活
リーズ大学を卒業（1992年）、化学と地質学の学位を取得したダークはアバディーン大学大学院に進むと1996年に地質学で博士号をおさめ、カンブリア大学（en）の修士課程では開発研修やパフォーマンス指導法、中国伝統医学を修了して芸術修士号（MA）を取得。その後も心理学とスペイン語を学び（オープン大学学士号）、バルセロナのUNISPORTに留学してスポーツ心理学と高度訓練士の修士号を取得してきた。登山家のアンディ・カークパトリックは長年のパートナーである。

## 栄誉栄典
スコットランド王立地理協会より2016年、マンゴ・パーク章を受賞。2017年新年のイギリス叙勲でスポーツに貢献した功績により大英帝国勲章（MBE）を授章された。
アバディーン大学、アバーテー大学（ダンディー）、リーズ大学（名誉法学博士 Doctor of Laws honoris causa）、カンブリア大学、シェフィールド・ハラム大学 からそれぞれ名誉博士号を贈られた。

## 著作
以下の著書がある。
- カレン・ダーク『夢をあきらめないで：カレンと自然と車椅子』続素美代（訳）、TBSブリタニカ（2000年）。原題『Pandrop』。全国書誌番号:20118710、ISBN 4484003104, 9784484003108、OCLC 675362688。
- 『If You Fall』、Ropley : O Books（2006年）。ISBN 9781780996684, 1780996683、OCLC 820869119。
- 『Boundless：an adventure beyond limits』Hinckley：AKreative（2012年）。ISBN 9781904207665, 1904207669、OCLC 1074414729。
- 『Quest 79: Find your inner gold』(2017年)[17] イギリスにとって79個目のメダルを獲得した回想。